# Ruben Boykin
Ruben Boykin, właśc. Ruben Eugene Boykin Jr. (ur. 20 czerwca 1985 w Los Angeles) – amerykański koszykarz występujący na pozycji silnego skrzydłowego, obecnie zawodnik japońskiego Bambitious Nara.

## Statystyki podczas występów w PLK
| Sezon     | Drużyna           | M  | S5 | MPG  | FG% | 3P% | FT% | RPG | APG | SPG | BPG | PPG  |
| --------- | ----------------- | -- | -- | ---- | --- | --- | --- | --- | --- | --- | --- | ---- |
| 2007/2008 | Stal Ostrów Wlkp. | 30 | 20 | 25,5 | 50% | 28% | 77% | 5,9 | 1,5 | 0,8 | 0,5 | 11,0 |